# Райское яблочко
«Ра́йское я́блочко» — российский фильм режиссёра Романа Ершова, снятый в 1998 году. Последняя роль в кино Евгения Моргунова.

## Сюжет
Комедия по мотивам пьесы Эмиля Брагинского «Лакейские игры». В пансионат «Райское яблочко» для VIP гостей приезжает Ася — победительница конкурса красоты буфетных работников «Мисс Буфет» — и устраивается работать здесь горничной. Она тут же приступает к своим обязанностям. В пансионат приезжает некий государственный человек Георгий Никитич, и Асю приставляют к нему, чтобы она выполняла все его желания, вплоть до самых интимных. Наутро выясняется, что это была лишь проверка, а Георгий Никитич, он же Жора, — всего лишь культработник пансионата. Обиженная Ася решает отомстить администрации за унижение. Когда в пансионат приезжает реальный государственный чин, Ася втирается к нему в доверие и добивается того, чтобы на место директора пансионата назначили её.

## В ролях
- Ольга Спиридонова — Ася, горничная
- Наталья Гундарева — Римма Петровна Крутилина, директор
- Олег Янковский — Жора, культработник
- Анатолий Кузнецов — Игорь Игоревич, VIP
- Евгений Моргунов — Всеволод Иванович Тюбиков, начальник охраны
- Сергей Никоненко — повар
- Ольга Волкова — врач
- Ирина Пономарёва — Тамара
- Екатерина Гусева — новая официантка

## Съёмочная группа
- Автор сценария: Эмиль Брагинский
- Режиссёр: Роман Ершов
- Оператор: Ломер Ахвледиани
- Композитор: Андрей Андерсен, Аркадий Островский